# Daniel L. Smith-Christopher
Daniel L. Smith-Christopher (nacido 1955) es un teólogo bíblico y autor estadounidense. Es profesor de estudios teológicos en Loyola Marymount Universidad en Los Ángeles, director de los programas de estudio en el extranjero en Nueva Zelanda y es frecuentemente citado en los programas religiosos del Canal de Historia (History Channel).

## Educación e infancia
Smith-Christopher nació el 12 de abril de 1955 en Portland, Oregón. Asistió a la universidad George Fox College (B.Un.); Associated Mennonite Biblical Seminary (Elkhart, Indiana; M.Div.) y recibió su doctorado en Estudios del Antiguo Testamento en la Universidad de Oxford en Inglaterra, en 1987. 

## Carrera
Desde 1989 ha enseñado en Loyola Marymount Universidad en Los Ángeles. Smith-Christopher da conferencias frecuentemente para varios locales de educación del adulto de la iglesia católica, la iglesia metodista unida, Uniting Church en Australia y otras iglesias cristianas. Es frecuentemente citado en el programa Misterios de la Biblio en el Canal de Historia y otros documentales en temas religiosos para A&E, el Canal de Historia, National Geographic, y PBS.
A pesar de que no sea católico, y por lo tanto no eligible como para ser un miembro permanente, Smith-Christopher fue nombrado por el Cardenal Roger Mahony como Asesor Permanente a la "Comisión Teológica" de la Arquidiócesis de Los Ángeles. A Smith-Christopher se le otorgó una subvención deLilly Endowment, y con Prof. Mustansir Mir, un becario de Corán notado, Smith-Christopher coordinó el seminario y con Mir dio conferencia sobre el tema de "Paz y Justicia en la Biblia y el Corán" en el verano de 2003. También en el verano del 2003, Smith-Christopher fue invitado a entregar un papel para una consulta del Consejo Mundial de Iglesias en Bangor, Gales (Reino Unido), y en el verano de 2004, entregó un papel en el Parlamento Mundial de Religiones en Barcelona, España.  La Prensa de Fortaleza (Fortress Press), editor teológico, (Minneapolis), nombró a Smith-Christopher Undergraduate Theology Teacher of the Year (Mejor profesor universitario de teología del año) en 2006. También recibió un premio Fulbright  de docente en Religión y Estudios de Paz en la Universidad de Jaime 1 en Castellón, España. Smith-Christopher ha sido Director  de los programas de estudio en el extranjero en Nueva Zelanda desde el los últimos años de los 1990, y lleva grupos de estudiantes universitarios y de posgrado de Loyola Marymount Universidad a Nueva Zelanda. Mantiene un interés en la historia de Nueva Zelanda y especialmente la historia del encuentro de las personas indígenas de Nueva Zelanda, los Maori, con el cristianismo.
Smith-Christopher tiene intereses particulares en interpretación intercultural de la Biblia, y fue invitado a escribir una entrada sobre "Cross-Cultural Interpretation" (interpretación intercultural) para la Enciclopedia de Interpretación Bíblica de Oxford. También ha trabajado con el músico del género Blues, Bernie Pearl, en una presentación y programación viva que compara la música Blues con el Libro de las Lamentaciones, durante la cual Pearl toca varias selecciones musicales, así como trabaja con Zydeco y algunos músicos de Flamenco en comparaciones temáticas entre estas formas musicales y los temas Bíblicos. Smith-Christopher fue invitado a escribir la entrada en "Blues" para la Enciclopedia de la Biblia y las Artes de Oxford.

## Obras
- - The Religion of the Landless (1989)
  - The Citizen-Temple Community, Joel Weinberg (Translated from German by Daniel Smith-Christopher, 1994)
  - Commentary on Daniel (for The New Interpreter's Bible, Vol. 7: Abingdon Press, Nashville, 1996)
  - Commentary on Ezra and Nehemiah (Oxford Bible Commentary, 2001)
  - Practiced in the Presence: Essays in Honor of T. Canby Jones (with D. N. Snarr, 1994)
  - Subverting Hatred: The Challenge of Nonviolence in Religious Traditions (1998)
  - A Biblical Theology of Exile (Overtures to Biblical Theology) (2002)
  - The Old Testament: Our Call to Faith and Justice - High School Textbook (2005)
  - The Old Testament: Our Call to Faith and Justice-Teachers Edition (with Janie Gustafson, Ph.D., 2005)
  - Jonah, Jesus, and Other Good Coyotes: Speaking Peace to Power in the Bible (2007)
  - Lost Books of the Bible for Dummies (with Stephen Spignesi, 2008)
  - Micah: A Commentary (The Old Testament Library), 2015